# Јелм (Вашингтон)
Јелм (енгл. Yelm) град је у америчкој савезној држави Вашингтон. По попису становништва из 2010. у њему је живело 6.848 становника.

## Демографија
Према попису становништва из 2010. у граду је живело 6.848 становника, што је 3.559 (108,2%) становника више него 2000. године.
| Група             | 2000.         | 2010.         |
| Белци             | 2.740 (83,3%) | 5.253 (76,7%) |
| Афроамериканци    | 59 (1,8%)     | 225 (3,3%)    |
| Азијати           | 57 (1,7%)     | 159 (2,3%)    |
| Хиспаноамериканци | 176 (5,4%)    | 642 (9,4%)    |
| Укупно            | 3.289         | 6.848         |